# オオバアサガラ
オオバアサガラ（大葉麻殻、学名: Pterostyrax hispidus）は、エゴノキ科アサガラ属の落葉小高木。

## 名前の由来
和名オオバアサガラは「大葉麻殻」の意で、葉が大きいアサガラのこと。アサガラとは「麻殻」の意で、樹木の材質がもろく折れやすい皮をはいだ麻の茎「おがら」のようであることからによる。
種小名 hispidus は、「剛毛のある」の意味。

## 分布と生育環境
日本では、本州（宮城県以南）、四国、九州（中北部と対馬）に分布する。国外では、中国大陸中部に分布する。山地の谷沿いなどの湿った場所に生育する。

## 形態・生態
落葉広葉樹の小高木から高木。幹は直立し、枝分かれして、樹高は8 - 10メートル (m) になる。樹皮は淡黒色から暗灰色で、生長とともに浅く縦に裂け目ができる。一年枝は黄褐色で、ほぼ無毛である。若い枝は折れやすく、ほとんど無毛で皮は糸状にはがれる。葉は互生し、葉身は楕円形、やや倒卵状楕円形または長楕円形から卵状長楕円形で、長さ10 - 25センチメートル (cm) 、幅5 - 8 cm、先は急鋭頭から鋭尖頭、基部は鋭形またはやや円形、縁には腺状の細かい鋸歯がある。葉質は薄く、裏面は灰白色で微細な星状毛におおわれ、特に葉脈沿いに白長毛があり、主脈と8 - 12対の側脈が隆起する。葉柄は長さ5 - 22ミリメートル (mm) になる。
花期は6月。枝の先端に垂れ下がった円錐花序をつけ、花序は長さ13 - 20 cmになり、下向きに白色の花を多数つける。花柄はごく短い。萼は鐘形で5裂し、萼裂片は三角形になる。花冠は長さ6 - 7 mmで基部まで5深裂し、離生した花弁は長楕円形で星状毛がある。雄蕊は10個あって花冠より長く、花糸の内側に長毛が生える。雌蕊は1個で雄蕊より少し長く、先端部以外に長毛がある。アサガラより花は小さい。果実は狭倒卵形の核果となり、宿存する萼に包まれ、長さ約7 - 10 mmで10稜があり、淡褐色の長毛が密生し、先端に長い嘴状の花柱が残存する。果実は果序ごと枝にぶら下がる。
冬芽は小枝に互生し、形は長卵形で、特に頂芽は細長く先端が尖る。側芽は頂芽よりも小さい。芽鱗は早くに落ちて裸芽となり、表面には星状毛が密生する。葉痕にはU字形の維管束痕が1個つく。
- 樹形
- 葉表。縁に細かい鋸歯があり、先はとがる。
- 葉裏。灰白色になり、葉脈は隆起する。
- 未熟果
- 果実。淡褐色の長毛が密生する。

## 利用
材がやわらかいので箸やマッチの軸木などに利用される。材に淡黄白色の美しい絞り模様があるため、床柱などの装飾用に使用されることがある。